# Reserva natural nacional del humedal de Zhangye Heihe
La Reserva natural nacional del humedal de Zhangye Heihe es un área protegida situada en la cuenca del río Heihe, un oasis situado en la prefectura de Zhangye. El río Heihe forma la segunda cuenca fluvial interior más grande de China, situada en el árido noroeste del país, que se extiende por las provincias de Qinghai, Gansu y Mongolia Interior. La reserva, que es también sitio Ramsar, cubre 411,64 km2, en las llanuras del histórico Corredor del Hexi, al norte de la alta y desolada meseta tibetana y al sur del desierto de Gobi y de las praderas de Mongolia Exterior.

## Características
El humedal se encuentra rodeado por un frágil medio ambiente desértico. Ee el mayor oasis de la región y juega un importante papel en la regulación del agua, las inundaciones y las sequías, manteniendo una elevada biodiversidad. El sitio Ramsar, número 2246, en 39°29′N 99°46′E, comprende una rica variedad de paisajes que incluye glaciares, montañas nevadas, bosques, prados, desiertos, oasis y un tipo de paisaje llamado Danxia, por las montañas Danxia, caracterizado por escarpados acantilados de color rojo, un tipo de geomorfología que solo se encuentra en China, formados por areniscas y conglomerados de color rojo del Cretácico.
El sitio, en cualquier caso, está dominado por ríos, lagos, pantanos y pastizales que albergan diversas especies de aves amenazadas, entre ellas el porrón de Baer, el halcón sacre y la gaviota relicta. También es un hábitat importante para la cría de la cigüeña negra en el este de Asia, con una población anual de unos 300 ejemplares, que pueden ascender a 500. El lugar es muy árido, con una precipitación de 129 mm anuales.